# Jeffrey (opera teatrale)
Jeffrey è una commedia di Paul Rudnick, debuttata a New York nel 1992. 

## Trama
Nel pieno della crisi dell'AIDS, Jeffrey è un giovane cameriere gay che cerca di sfondare come attore a New York e, per non contrarre l'HIV, ha deciso di praticare l'astinenza. La sua paura maggiore non è tanto quella di ammalarsi, quanto più quella di innamorarsi di qualcuno destinato a morire presto per la malattia. I suoi esuberanti amici, di cui uno sieropositivo, cercano di dissuaderlo da una scelta così estrema e anche Jeffrey è messo a dura prova quando conosce Steve, un uomo giovane e attraente, positivo all'HIV.

## Produzioni
Dopo un'iniziale difficoltà a trovare un teatro che mettesse in scena una pièce leggera su un tema tanto delicato, Christopher Ashley diresse la prima produzione di Jeffrey al WPA Theatre di New York, dove rimase in scena per 47 repliche dal 31 dicembre 1992 al 14 febbraio 1993. Il cast originale comprendeva John Michael Higgins (Jeffrey), Tom Hewitt (Steve), Bryan Batt (Darius), Harriet Harris (Mrs. Marcangelo) e Edward Hibbert (Sterling). La commedia vinse quattro Lucille Lortel Awards, tra cui quello alla migliore opera teatrale, miglior regia e miglior attore (Higgins), oltre a vincere l'Outer Critics Circle Award alla migliore opera teatrale. Il 6 marzo 1993 Jeffrey tornò in scena al Minetta Lane Theatre dell'Off Broadway, dove rimase in scena per sette mesi fino al 16 gennaio 1994.

## Adattamenti
Dalla commedia è stato tratto il film Jeffrey per la regia di Christopher Ashley e su sceneggiatura di Paul Rudnick, interpretato da Steven Weber (Jeffrey), Michael T. Weiss (Steve) e Patrick Stewart (Sterling). In ruoli minori apparvero anche attori di rilievo, tra cui Olympia Dukakis (Mrs. Marcangelo), Christine Baranski (Ann Margaret) e Nathan Lane (Padre Dan).